# رغل بييري
رغل بييري (الاسم العلمي: Atriplex perrieri) هو نوع نباتي يتبع جنس الرغل من فصيلة القطيفية.